# Оранжевый лямбис
Оранжевый лямбис (лат. Lambis crocata) — вид морских брюхоногих моллюсков из семейства Strombidae.
Длина раковины моллюска от 70 мм до 205 мм. Окраска раковины представляет собой смесь оранжевого и белого цветов.
Обитает в тропических водах западной части Индийского океана — от побережья Танзании и Мадагаскара до архипелага Чагос.
Обитает на глубине до 10 метров. Моллюск является хищником.